# Transamérica Juiz de Fora
Transamérica Juiz de Fora é uma emissora de rádio brasileira sediada em Juiz de Fora, cidade do estado de Minas Gerais. Opera na frequência FM 91.3 MHz, e é afiliada à Rede Transamérica. Pertence a Rede Tribuna de Comunicação, que controla também a Mix FM Juiz de Fora e o jornal Tribuna de Minas. A emissora funciona desde 1926, inaugurada como Rádio Sociedade de Juiz de Fora e operando por décadas na frequência AM 1010 kHz, a primeira instalada em Juiz de Fora e no estado de Minas Gerais.

## História
Primeira emissora de rádio instalada em Juiz de Fora e no estado de Minas Gerais, a Rádio Sociedade de Juiz de Fora foi instalada em 1.º de janeiro de 1926 pelo jornalista José Cardoso Sobrinho. As primeiras transmissões da emissora foram na casa de Cardoso Sobrinho, na Rua Marechal Deodoro, construída com recursos próprios. Também instalou um alto falante no alto do edifício O Farol. Com o aumento das despesas, Cardoso Sobrinho convidou um grupo de amigos para organizar uma sociedade que se encarregasse de manter a emissora. A união de 28 sócios aprovou o estatuto da rádio no dia 30 de setembro de 1929. Voltada para alta sociedade, sua transmissão era restrita e por duas décadas era a única emissora em funcionamento na cidade. Apesar do caráter sem fins lucrativos, a emissora precisou tornar-se comercial quatro anos depois.
Em 1930, a rádio foi usada pelo Governo Federal para a comunicação militar devido a falta de material para esse fim. A Rádio Sociedade também chegou a fornecer peças para o exército. Por conta de dificuldades financeiras, o Estado acabou também por se tornar grande acionista da emissora. Em 1937, a rádio passou a ser constituída como Sociedade Anônima, adotando o prefixo PRB-3. Já nessa época, reservava duas faixas horárias para transmissão e sua programação era composta por músicas clássicas e notícias retiradas dos jornais.
Em novembro de 1946, um advogado de Belo Horizonte comprou a PRB-3. Em 1947, o advogado repassa a emissora ao Assis Chateaubriand, que passa a fazer parte dos Diários Associados. Em 1951, visando a concorrência com a Rádio Industrial (lançada em 1949), a PRB-3 passou por uma grande transformação e adquiriu novos equipamentos e novas instalações, inaugurando no ano seguinte seu auditório e lançando seu novo nome (Super B-3, ou simplesmente B-3). Ganhou destaque na "Fase de Ouro" as radionovelas, as transmissões dos desfiles e bailes de carnaval, as comemorações de aniversário da cidade, as coberturas eleitorais e a Semana Santa.
No fim da década de 1950, o rádio entra em crise com o sucesso da televisão. Com isso, passa a investir em música e informação, com a B-3 lançando o Ronda Policial, noticiário que virou tradição na cidade. Em 1980, já em fase decadente, o médico Juracy de Azevedo Neves compra a Super B-3, que passa a se chamar Rádio Solar. Em 1988, Juracy Neves consegue a outorga da co-irmã Solar FM. Em 2008, a Rádio Solar retira todos os programas do ar por motivação financeira e sua programação passa a ser toda musical, com músicas sertanejas.
Em julho de 2012, a Rádio Solar é reestruturada e lança nova programação. Com coordenação artística do radialista Gil Horta, a rádio trouxe profissionais conhecidos como Paulo César Magella, Carlos Ganimi, Ley Costa, Marcelo Juliani e Cláudia Figueiredo e programas tradicionais de volta ao ar, como Ronda Policial e Rádio Vivo. A rádio também trouxe de volta a Unidade Móvel de Jornalismo, sob comando do repórter Maurício Oliveira. Também voltam as transmissões esportivas, suspensas em 1999, agora sob o comando do locutor esportivo Marcos Moreno.
No fim de 2014, o Grupo Solar assina contrato de afiliação com o Sistema Globo de Rádio para lançar a CBN no lugar da Rádio Solar. A CBN Juiz de Fora entrou no ar no dia 12 de janeiro de 2015, em novas instalações sediadas no bairro Estrela Sul. Da Rádio Solar, apenas os programas Super Bate Bola e o Ronda Policial se mantiveram na fase CBN.
Com a migração AM-FM, a Anatel libera a autorização para a emissora operar em FM 91.3. No final de outubro de 2019, a emissora começa os testes em sua nova frequência, a estreia aconteceu em 13 de novembro e no início da madrugada desligam-se os transmissores da AM 1010.
Em abril de 2021, foi confirmado que a emissora se afiliaria à Rede Transamérica deixando a CBN após 6 anos de afiliação. Em 14 de maio, a 91.3 FM deixou de retransmitir a CBN e passou a fazer expectativa para a sua nova rede, a estreia aconteceu no dia 17.